# 앙줄랭 프렐조카주

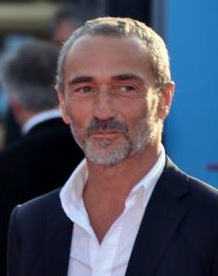
2011년의 프렐조카주

앙줄랭 프렐조카주(프랑스어: Angelin Preljocaj, 1957년 ~ )는 프랑스의 무용가, 안무가이다.